# Витязь

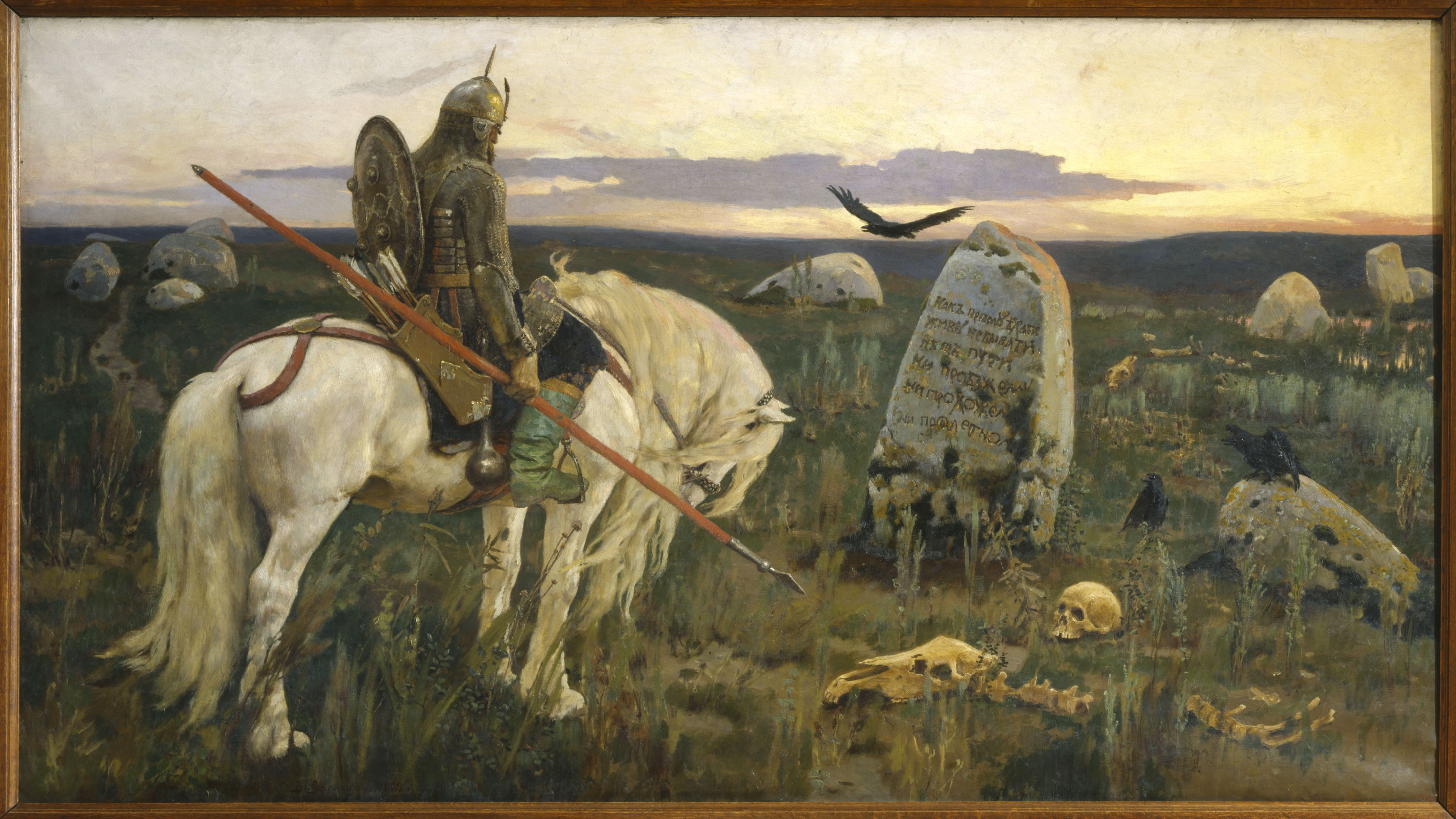
Витязь на распутье, Виктор Васнецов, 1882

Ви́тязь — храбрый воин, богатырь.

## Этимология
Согласно лингвисту Максу Фасмеру, славянское *vitędzь заимствовано из германского *víking-, др.-сканд. víkingr (викинг). Стар. *vicędzь в результате диссимиляции могло перейти в *vitędzь (ср. ц в це́рковь, цата и др.). Трудности вызывает определение пути заимствования. Скандинавское происхождение не может объяснить распространения слова в сербохорватском, как и наличие -dzь, при том, что имеются варя́г, колбя́г, буря́г. Маркварт предполагал тождество англос. Wicingas с эрулами, совершавшими набеги начиная с III века и в VI веке оттеснёнными датчанами. Кроме того, славянское слово могло быть распространено лангобардами или варнами.
Англос. víking известно с VIII века, также имелось з.-фриз. witsing. Германское *víking- имеет связь с др.-сакс. wîk «жилье», др.-в.-нем. wîch — то же. По мнению Бьёркмана, местом его первого появления был Саксонский берег. Слово древнее собственно эпохи викингов. В рум. viteaz заимствовано из славянского, но не конкретно из украинского ввиду i на месте у. Др.-прусск. witing (с 1299) "служилое дворянство", по мнению Александра Брюкнера пришло из польского.
Исследователи Александр Брюкнер, К. Махек и Х. Шустер-Шевц по хронологическим и фонетическим причинам считают слово исконно-славянским. Последний исследователь выводит слово, как древнее обозначение «конного воина», из слав. *vitь «добыча, трофей», ст.‑слав. възвить «польза, выгода, прибыль, барыш». Младенов производил витязь от вита́ть. Фасмер отверг предложенные исконнославянские объяснения.

## Употребление термина
Первое зафиксированное употребление слова относится к 1460-м годам в интерполяции Повести временных лет, данной в Переяславской летописи.
Словарь русского языка XI—XVII веков указывает на употребление термина в русских летописях, в частности в Переяславской летописи, в значении «воин из дружины князя, охраны короля». В XV—XVII веках слово используется при переводе рыцарских романов в значении «отважный воин, богатырь». П. Я. Черных уточняет, что слово появляется не ранее XV века и употребляется редко, а В. Д. Кузьмина указывает, что оно заменяет собой существительное «храбр». Возможно даже проследить, что наиболее часто в XV это слово употребляет Ефросин Белозерский.
По замечанию ЭСБЭ слово часто употребляется в русских народных сказках в значении «победителя, смельчака, рыцаря, богатыря». В Национальном корпусе русского языка максимальная частотность употребления слова зафиксирована на начало XIX века, с небольшим последующим всплеском, совпадающим по времени с литературной деятельностью Пушкина и Лермонтова.